# Rolf Olinger
Rolf Olinger, född den 17 december 1924 i Engelberg, död 25 juni 2006, var en schweizisk alpin skidåkare.
Olinger blev olympisk bronsmedaljör i störtlopp vid vinterspelen 1948 i Sankt Moritz.